# Chris Eubank (ur. 1989)
Chris Eubank Jr. (ur. 18 września 1989 w Hove) – brytyjski bokser kategorii super średniej, obecny mistrz świata federacji IBO.

## Początki
Eubank urodził się w Hove, małym angielskim mieście. Jego ojcem jest legendarny, wielokrotny mistrz świata w dwóch kategorii Chris Eubank Sr. a matką Karron Suzanne Stephen Martin. W wieku 16. lat, Eubank wraz ze swoim bratem Sebastianem Eubankiem udał się do USA, gdzie zajmowała się nimi Irene Hutton. Matka Eubanka, Karron wyjaśniła, że wyjazd do USA w tym wieku przyczyni się do zdobycia podwójnego obywatelstwa (USA, GB) przez obu i zwiększy ich szansę na większą karierę bokserską. Eubank zaczął karierę amatorską w 2007 r. i nie odniósł większych sukcesów. Po stoczeniu kilku walk, Eubank wygrał turniej o złotą rękawicę stanu Nevada w kategorii do 165 ft.

## Kariera zawodowa
Eubank Jr. zadebiutował na zawodowym ringu 12 listopada 2011 r., pokonując w debiucie byłego rywala wielu polskich bokserów, Kirilla Psonko. Po wygraniu 17. kolejnych pojedynków w tym z m.in. Polakiem Robertem Świerzbińskim, Eubank zmierzył się z również niepokonanym rodakiem, mistrzem Europy w kategorii średniej Billym Joe Saundersem. Saunders dzięki przewadze szybkości i techniki łatwo wygrywał początkowe rundy z synem legendy boksu. Podczas każdej przerwy, w narożniku Eubanka Jr. pojawiał się jego ojciec, który dawał mu rady. Eubank Jr. zyskał przewagę drugiej części pojedynku i wydawało się, że zwycięstwo może iść w obie strony. Po 12. rundach, niejednogłośnie na punkty (115-114, 113-116, 115-113) zwyciężył Saunders, który obronił tytuł mistrza Europy, Anglii i Wspólnoty Brytyjskiej w kategorii średniej.
15 lipca 2017 roku zmierzył się w Londynie z byłym mistrzem świata dwóch kategorii wagowych Arthurem Abrahamem (46-5, 30 KO). Eubank Jr wygrał ten pojedynek bardzo wysoko na punkty, zachowując tytuł mistrza świata federacji IBO w wadze super średniej.

### Turniej World Boxing Super Series
7 października 2017 roku w Stuttgarcie znokautował w trzeciej rundzie Avniego Yildirima (16-0, 10 KO) i awansował do półfinału turnieju World Boxing Super Series.
17 lutego 2018 w Manchesterze  półfinale turnieju przegrał na punkty 112:117, 112:116 i 113:115, po dramatycznej walce z rodakiem George’em Grovesem (28-3 20 KO).

### Kolejne walki
23 lutego 2019 w Londynie po dwunastu interesujących rundach pokonał na punkty  114-112, 115-112 i 117-109 Jamesa DeGale'a (25-3-1, 15 KO).
12 października 2024 roku w Rijadzie stanął do walki o pas IBO w wadze średniej z Kamilem Szeremetą (25-2-2, 8 KO). Zwyciężył przez KO w 7. rundzie, wcześniej mając rywala cztery razy na deskach.